# Massenanfall von Verletzten

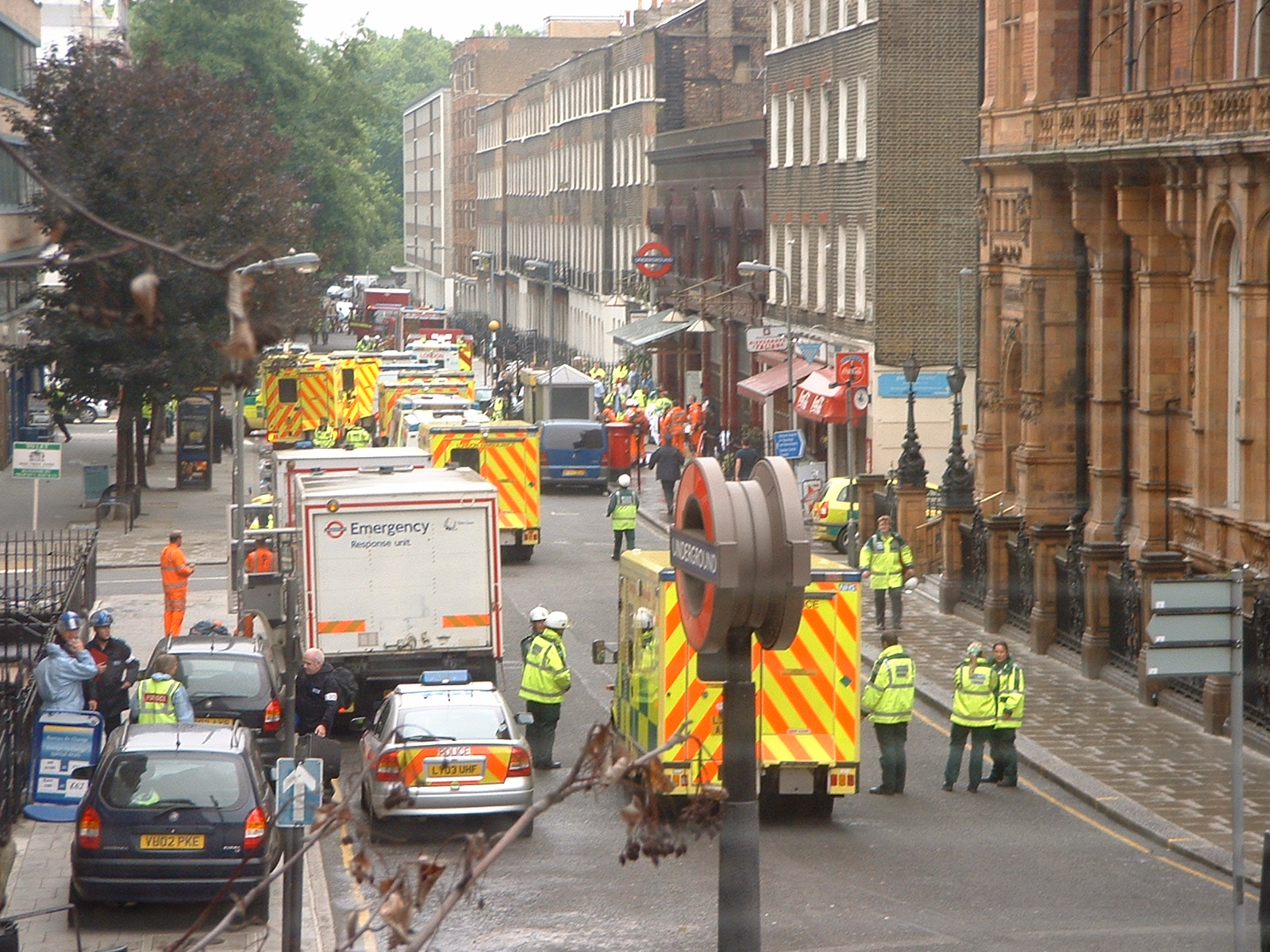
Einsatzfahrzeuge am Russell Square in London nach den Anschlägen im Juli 2005

Der Massenanfall von Verletzten (MANV) bezeichnet im Rettungswesen eine Situation, bei der eine große Zahl von Verletzten oder Erkrankten versorgt werden muss. Dies kann zum Beispiel bei Eisenbahnunfällen, Bombenattentaten, großflächigen ABC-Einsatzlagen, Seuchen oder Flugzeugabstürzen der Fall sein. Um nicht nur Verletzte, sondern auch Erkrankte oder „nur“ betreuungsbedürftige Betroffene mit zu erfassen, wird manchmal das Kürzel MANV mit Massenanfall an Versorgungs- und Hilfebedürftigen assoziiert. In vielen Landesgesetzen findet sich auch der Begriff Großschadenslage (vor allem in Österreich auch Großunfall genannt). Da es hierbei regelmäßig viele Verletzte oder Betreuungsbedürftige gibt, gilt der Begriff als Synonym für Massenanfall von Verletzten. International wird eine solche Lage als MASCAL bzw. MasCal (Mass Casualty) bezeichnet.

## Allgemeines
Bei einem Massenanfall von Verletzten stößt der reguläre Rettungsdienst einer Region sehr schnell an die Grenzen seiner Leistungsfähigkeit (Personalkapazität, Verfügbarkeit von Geräten). Typisch ist dabei die Überforderung der zuerst eintreffenden Rettungsmittel, die sich sowohl erheblichen medizinischen als auch organisatorischen Anforderungen gegenübersehen. Es wird dagegen nicht als MANV angesehen, wenn ein Spitzenbedarf auftritt, bei dem zufällig mehrere einzelne Notfälle zur gleichen Zeit versorgt werden müssen oder wenn für einzelne Notfälle Spezialmaterial wie besondere Schutzausrüstung oder seltenes technisches Gerät notwendig ist, das gegebenenfalls auch aus weiterer Entfernung herangeführt werden muss.

## Deutschland

### Definition nach DIN
Die deutsche Norm DIN 13050:2015-04 (Begriffe im Rettungswesen) unterscheidet den Massenanfall von Verletzten oder Erkrankten (MANV) (Nr. 3.29) als einen „Notfall mit einer großen Anzahl von Verletzten oder Erkrankten sowie anderen Geschädigten oder Betroffenen“ von der Katastrophe als ein „über das Großschadensereignis hinausgehendes Ereignis mit einer wesentlichen Zerstörung oder Schädigung der örtlichen Infrastruktur, das im Rahmen der medizinischen Versorgung mit den Mitteln und Einsatzstrukturen des Rettungsdienstes alleine nicht bewältigt werden kann.“ Das Ausrufen einer Katastrophe obliegt den Verwaltungsstrukturen des Landkreises oder der kreisfreien Stadt. Katastrophen können auch ausgerufen werden, wenn die Infrastruktur zerstört ist, ohne dass primär eine Vielzahl Verletzter oder Erkrankter vorliegt (z. B. Hochwasser). Ein Massenanfall von Verletzten kann hingegen beispielsweise bei einer Massenkarambolage vorliegen, ohne dass die rechtlichen Voraussetzungen für eine Katastrophe einschlägig sind.

### Versorgungsstufen
Je nach Ausmaß und Umfang des Massenanfalls variiert der Bedarf an Einsatzmitteln beträchtlich. Daher hat der Bund in Kooperation mit den Ländern vier Versorgungsstufen im Bevölkerungsschutz mit fixen Kriterien festgelegt, anhand derer eine derartige Großschadenslage analysiert und die folgerichtigen Entscheidungen getroffen werden können. Diese Stufen definieren auch die notwendigen Schutzpotenziale und -ziele. Diese Einteilung geht ursprünglich auf die „Planungsplattform des Deutschen Städtetages“ zurück. Es ist aber stets zu beachten, dass die konkrete Maßnahmenplanung örtlich sehr unterschiedlich ausfällt. In Großstädten existieren z. B. ganz andere Versorgungsmöglichkeiten und tägliche Vorhaltungen als in einer eher ländlichen Gegend, in denen schon eine wesentlich geringere Anzahl von Verletzten die Einsatzkräfte vor erhebliche Kapazitätsprobleme stellen kann.
Die angegebenen Beispiele markieren „Meilensteine“ im deutschen Katastrophenschutz, die immer wieder Anlass zu Neukonzeptionen gaben.

#### Versorgungsstufe 1
- Beschreibung: normierter alltäglicher Schutz
- Umfang der Betroffenen: 5 bis 50 Personen
- Risikokategorie: alltägliche Gefahren, gilt für gesamtes Bundesgebiet
- Schutzziele: Hilfeleistung für individuelle Notfälle im Rahmen des Rettungsdienstes
- Schutzpotentiale: Rettungsdienst (inkl. überörtliche Hilfeleistung)
- Rechtsgrundlage: Rettungsdienstgesetze der Länder
- Beispiele: Verkehrsunfälle mit Reisebussen oder Brände in Wohnanlagen

#### Versorgungsstufe 2
- Beschreibung: standardisierter, flächendeckender Grundschutz
- Umfang der Betroffenen: 50 bis 500 Personen
- Risikokategorie: nicht alltäglich, aber mit den vorhandenen Kräften beherrschbar, kann im gesamten Bundesgebiet auftreten
- Schutzziele: Hilfeleistung für außergewöhnliche Schadenereignisse
- Schutzpotentiale: zusätzlich zu Stufe 1: Schnelleinsatzgruppen, sonstige kleinere Katastrophenschutzeinheiten
- Rechtsgrundlage: Katastrophenschutz- oder Hilfeleistungsgesetze der Länder
- Beispiele: Eisenbahnunglücke (ICE-Unglück von Eschede, Zugunglück von Brühl) oder Oktoberfestattentat

#### Versorgungsstufe 3
- Beschreibung: erhöhter Schutz für gefährdete Regionen und Einrichtungen (länderübergreifende und internationale Hilfe nötig)
- Umfang der Betroffenen: 500 bis 1000 Personen
- Risikokategorie: erhöhtes Risiko, z. B. in Ballungsgebieten aufgrund der Infrastruktur, besonders gefährliche Industriebetriebe, erhöhtes Anschlagsrisiko
- Schutzziele: Hilfeleistung für Schadenereignisse, die nicht mit dem Potenzial des Grundschutzes abzudecken sind
- Schutzpotentiale: zusätzlich zu Stufe 2: Einsatzeinheiten; nach Maßgabe einer Gefährdungsanalyse (z. B. Spezialausbildung der Helfer, Medikamentenbevorratung oder besondere technische Rettungsausstattung)
- Rechtsgrundlage: Katastrophenschutz- oder Hilfeleistungsgesetze der Länder, Bund-Länder-Vereinbarungen
- Beispiele: Tanklastzugunglück von Los Alfaques

#### Versorgungsstufe 4
- Beschreibung: Sonderschutz mit Hilfe von Spezialkräften
- Umfang der Betroffenen: über 1000 Personen
- Risikokategorie: ausgewiesener Sonderschutz
- Schutzziele: gemeinsam festgelegte, außergewöhnliche Gefahrenlagen (z. B. im kontaminierten Bereich)
- Schutzpotentiale: z. B. Analytische Task Force
- Rechtsgrundlage: Bund-Länder-Vereinbarungen
- Alarmierung der Medizinischen Task Force
- Beispiele: Hamburger Sturmflut von 1962, Hochwasser in Mitteleuropa 2002, Flugtagunglück von Ramstein oder Unglück bei der Loveparade 2010

Nach den Anschlägen am 11. September 2001 und im Zuge der Planungen zur Fußball-Weltmeisterschaft 2006 wurde in Deutschland im Bereich der Stufen 3 und 4 die Versorgung einer Größenordnung von ca. 1000 Patienten zur Planungsgröße. Dies soll auch als Zielansatz für den deutschen Katastrophenschutz weiter beibehalten werden.

### Überörtliche Hilfeleistung beim MANV (ÜMANV)
Ein Kennzeichen der Hilfe beim Massenanfall von Verletzten ist die überörtliche Hilfeleistung. Hierzu wurde der Begriff ÜMANV geprägt (Ü = „Überörtliche Hilfe“). Besondere Bedeutung kommt hierbei der medizinischen Task Force zu.
Zur Standardisierung wurden ÜMANV-Untergruppen geschaffen, unter denen überörtliche Hilfe angefordert werden kann. Folgende Einteilung hat sich in Fachkreisen durchgesetzt:
| - ÜMANV – S (Sofort): Hier werden eine bestimmte vorher festgelegte Zahl an Rettungsmitteln (NEF, RTW, KTW) entsandt |
| - ÜMANV – T (Transport): Hier wird eine größere Transportkapazität (zahlreiche RTW und KTW) entsandt (siehe ÜMANV – S) |
| - ÜMANV – B (Behandlungsplatz): Hier wird ein eigenständig betriebsfähiger Behandlungsplatz geschickt |
| - ÜMANV – U (Unfallhilfsstelle): Mit diesem Stichwort wird eine Hilfsstelle mit stationärer Versorgung und mobilen Sanitätstrupps angefordert, vorrangig zur Verstärkung eines Sanitätswachdienstes oder zur Absicherung von Einsatzstellen mit Verletzungspotential (Sicherheitsbereitstellung) |

Im Detail unterscheiden sich die Ausgestaltungen dieser Gruppen: Manche Einsatzpläne legen fixe Vorgaben der Anzahl an zu entsendenden Rettungsmitteln und Größe der Behandlungsplätze fest, andere listen lediglich die Möglichkeiten der entsendenden Stellen auf, die dann sehr voneinander abweichen können.
Solche ÜMANV-Gruppen sind in Hessen und Nordrhein-Westfalen aufgrund behördlicher Vorgaben etabliert. In Bayern wurde das Konzept ab November 2005 im Rahmen der Planungen zur Fußball-Weltmeisterschaft 2006 von den bayerischen Hilfsorganisationen eingeführt. Andere deutsche Bundesländer haben abweichende, gar keine oder lediglich lokal gültige Definitionen für die überregionale Hilfeleistung.

### Ablauforganisation
Erstes Ziel der Bewältigung eines MANV ist die möglichst rasche Wiederherstellung adäquater Versorgungsmöglichkeiten. Deshalb werden Einsatzmittel aus benachbarten Regionen herangeführt und ggf. vorgehaltene Verstärkungskräfte (z. B. Schnelleinsatzgruppen, Einheiten des Katastrophenschutzes) alarmiert. Zusätzlich wird eine erweiterte Führungsstruktur geschaffen, in der eine Einsatzleitung (Organisatorischer Leiter, Leitender Notarzt und Hilfskräfte) die Maßnahmen koordinieren.
Die Versorgung der Patienten kann wie folgt untergliedert werden:

#### Patientenablage
Die Patienten werden von Ersthelfern und Rettungskräften an einer Patientenablage möglichst außerhalb des unmittelbaren Gefahrengebietes abgelegt. Der Rettungsdienst/Sanitätsdienst übernimmt dort die Patienten und führt lebensrettende Sofortmaßnahmen durch. Zur Übersicht wird hier ggf. eine erste Triage durchgeführt. Falls möglich, werden die Patienten hier auch bereits mit Name und Fundort erfasst (registriert), um sie später zuordnen zu können (z. B. zu Hausnummern oder Zugwaggons). Sie werden so zügig wie möglich einer zentralen Versorgung (Behandlungsplatz) oder wenn notwendig vorher einer Dekontamination zugeführt.
Die DIN 13050 definiert die „Patientenablage“ folgendermaßen: Eine Stelle an der Grenze des Gefahrenbereiches, an der Verletzte oder Erkrankte gesammelt und soweit möglich erstversorgt werden. Dort werden sie dem Rettungs-/Sanitätsdienst zum Transport an einen Behandlungsplatz oder weiterführende medizinische Versorgungseinrichtungen übergeben.

#### Dekontamination
Sind die Patienten mit giftigen Stoffen kontaminiert, müssen sie vor der weiteren Behandlung davon befreit werden, um die Stoffe nicht weiterzutragen. Dies geschieht je nach Situation noch in der Nähe der Patientenablage, spätestens aber unmittelbar vor dem Behandlungsplatz.

#### Behandlungsplatz
Wenn nicht ausreichend Rettungsmittel bereitstehen oder noch weitere Maßnahmen durchgeführt werden müssen, um einen Patienten transportieren zu können, werden ein oder mehrere Behandlungsplätze eingerichtet. Ein in Nordrhein-Westfalen entwickeltes Konzept „BHP-B 50“ eines Behandlungsplatzes auf 2000 m² sieht die Versorgung von mindestens 50 Betroffenen pro Stunde vor. Ziel des Behandlungsplatzes sind Herstellen oder Aufrechterhalten der Transportbereitschaft eines Patienten. Dazu wird der Behandlungsplatz in verschiedene Bereiche zur Sichtung und Ablage der Patienten entsprechend ihrer Behandlungsbedürftigkeit unterteilt, die Patienten werden grün, gelb, rot (akute vitale Bedrohung), blau (ohne Überlebenschance) oder schwarz (tot) markiert. In der Regel sollte der Behandlungsplatz von benachbarten Einheiten (Landkreisebene) des Katastrophenschutzes eingerichtet und betrieben werden. Während eines Einsatzes sind die Einsatzkräfte des eigenen Landkreises an der Schadensstelle in der Patientenablage gebunden. Der Behandlungsplatz wird betrieben, bis der letzte Patient abtransportiert ist.

#### Transport
Nach der notfallmedizinischen Versorgung und der Herstellung der Transportstabilität werden die Patienten in geeignete Krankenhäuser transportiert. Die Patienten werden spätestens vor dem Abtransport namentlich registriert und an Auskunfts- oder Suchstellen weitergemeldet, um Angehörigen zeitnah über den Verbleib informieren zu können.
Der Einsatzabschnitt „Transport“ wird in NRW durch die Konzeption des PTZ-10 (Patiententransportzug) koordiniert. Der PTZ-10 besteht aus 4× RTW (Rettungswagen) davon zwei zusätzlich mit Notarzt besetzt, 4× KTW (Krankentransportwagen) und einem KdoW (Kommandowagen). Bei einem MANV untersteht dieser Einsatzunterabschnitt dem Abschnittsleiter „medizinische Rettung“ OrgL/LNA (Organisatorischer Leiter Rettungsdienst/Leitender Notarzt). Führer dieses Einsatzabschnittes ist ein Notfallsanitäter mit Gruppenführerqualifikation, Zug- oder Verbandsführer (nötige Qualifikation ergibt sich aus der Schadengröße).

#### (Hilfs-)Krankenhaus
Die Patienten werden möglichst sinnvoll auf Krankenhäuser verteilt. Das bedeutet, dass geeignete Versorgungsmöglichkeiten ausgewählt werden (z. B. Schwerverletzte in Schwerpunktkliniken und Traumazentren) und einzelne Krankenhäuser nicht überlastet werden. Dazu dient der Bettennachweis der Rettungsleitstelle, für Großeinsätze sind mancherorts auch Wellenpläne für das Transportmanagement vorbereitet (z. B. München). Auch der Begriff Patientenatlas wird dazu verwendet.
Es ist üblich, dass sich Krankenhäuser mit einem internen Ablaufschema auf die erhöhte Anzahl an Patienten einstellen und möglichst schnell Kapazitäten frei machen (z. B. durch die Absage nicht unbedingt notwendiger Operationen und Alarmierung von dienstfreiem Personal). Falls es notwendig ist, müssen sogar Hilfskrankenhäuser errichtet werden, zum Beispiel wenn Fahrtwege nicht benutzbar sind oder reguläre Krankenhäuser keine Patienten mehr aufnehmen können.

#### Rettungsmittelhalteplatz
Der Rettungsmittelhalteplatz (früher auch Krankenkraftwagen-Halteplatz) wird nahe am Behandlungsplatz eingerichtet, um dort unter Führung des Transportkoordinators die zu transportierenden Patienten an die Fahrzeuge zu übergeben. Ein besonderer Rettungsmittelhalteplatz ist der Hubschrauberlandeplatz. An solchen Halteplätzen ist wegen der Nähe zum Schadensgebiet meist nur wenig Bewegungsfreiheit, deshalb werden die anderen bereitstehenden Rettungsfahrzeuge üblicherweise aus einem weiter entfernten Bereitstellungsraum gezielt abgerufen.

#### Bereitstellungsraum

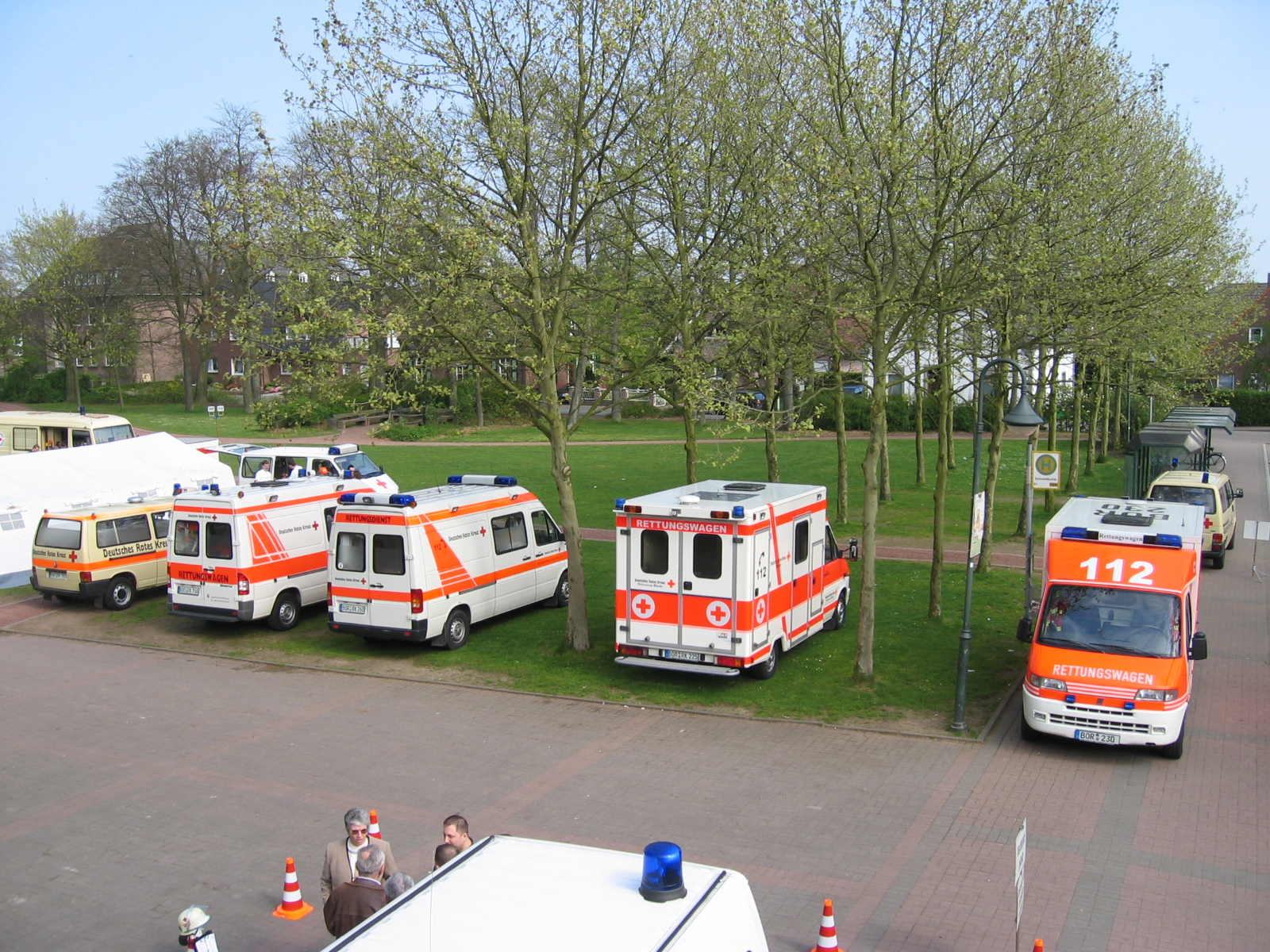
KTW- und RTW-Bereitstellungsraum bei einer MANV-Übung

Im Bereitstellungsraum stehen noch nicht vor Ort eingesetzte Einheiten (z. B. Schnelleinsatzgruppen) und weitere Rettungsmittel (RTW, KTW, NAW usw.) von der Einsatzstelle entfernt, um dort nicht die Wege zu blockieren. Die Abwicklung über einen Bereitstellungsraum stellt die bedarfsgerechte Zuführung der Einsatzkräfte zur Einsatzstelle sicher.

#### Verfügungsraum
Im Verfügungsraum halten sich Einheiten bereit, die bei großen Schadenslagen überörtlich angefahren sind und deren Einsatzort noch nicht bestimmt ist.

#### Sammelraum
Der Sammelraum bezeichnet die Stelle, an der sich Einheiten, die überörtlich eingesetzt werden sollen, sammeln und zu einer größeren Einheit zusammengestellt werden. Sammelräume sind in der Regel vorgeplant. Die Anfahrt erfolgt dann gemeinsam.

#### Betreuung und sonstige Versorgung
Neben dem Massenanfall an Verletzten und Erkrankten ist auch mit einem hohen Aufkommen an Unverletzten zu rechnen. Diese werden vom Betreuungsdienst gesammelt und in Notunterkünften untergebracht bzw. zu anderen Unterkünften oder Angehörigen weitergeleitet. Unter Umständen kommen auch verpflegungsdienstliche Einheiten zum Einsatz. Die Psychosoziale Notfallversorgung (PSNV) wird – gegebenenfalls innerhalb eines eigenen Einsatzabschnittes – von Notfallseelsorgern und Kriseninterventionsteams gestellt. Auf Anforderung der Gesamteinsatzleitung kann die PSNV auch innerhalb des Behandlungsplatzes erfolgen. Diese PSNV-Fachkräfte sind dann aber nur im Rahmen der PSNV am Behandlungsplatz tätig und dürfen nicht als Sanitätsreserve gesehen werden.

## Schweiz
In der Schweiz existieren abhängig von der vermuteten Zahl an verletzten Personen ebenfalls MANV-Stufen: Allerdings sind diese nicht national einheitlich geregelt. So variieren die Zahlen und damit die Grössenordnungen z. T. je nach Region und Möglichkeiten.
Als eine Möglichkeit sind hier die MANV-Stufen von Schutz & Rettung Zürich (SRZ) aufgeführt. Schutz & Rettung Zürich ist die grösste zivile Rettungsorganisation der Schweiz und als Dienstabteilung des Sicherheitsdepartements der Stadt Zürich in die Notfall- und Katastrophenorganisation von Stadt und Kanton Zürich sowie dem Bund eingegliedert.

### MANV 0–5
Jeder Rettungsdienst im Kanton sollte ein Ereignis dieser Stufe selbst führen und mit den Einsatzmitteln aus dem Tagesgeschäft (eventuell mit Partnerhilfe) bewältigen können.

### MANV 6–10
- Erfordert erweiterte Führung vor Ort
- Einsatzmittel aus Tagesgeschäft reichen für die Rettungsdienste nicht mehr aus
- Deshalb stellt SRZ (Schutz & Rettung Zürich) einige seiner Mittel standardisiert zur Verfügung
- Unterstützung durch Angehörige der Milizfeuerwehr
- Aufgebot: Pikettoffizier Sanität

### MANV 11+
- Grossalarm beim Rettungsdienst SRZ (und dem betroffenen Rettungsdienst)
- Zusätzliches Aufgebot: Einsatzleitfahrzeug, Sanitätshilfsstelle, Logistikfachperson, Mediendienst, weitere personelle Unterstützung
- Aufgebot Pikettoffiziere: Sanität, Feuerwehr, Schutz & Rettung Zürich

### MANV 50+
- Höchste MANV-Alarmstufe
- Rückwärtiger Führungsstab in Betrieb (TOC)
- Aufgebot: Sanitätshilfsstellen, Unterstützung durch Berufs- und Milizfeuerwehren, eventuell Partnerrettungsdienste, Zivilschutz, Sanitätsgruppen der Stützpunktfeuerwehren, Samaritervereine und weitere Partner
- Aufgebot: Pikettoffiziere Sanität, Feuerwehr, Schutz & Rettung Zürich

## Abgrenzung
Das Großschadensereignis, der Großschaden oder die Großschadenslage sind im Versicherungswesen Begriffe für ein Ereignis, das mit einem außergewöhnlich hohen Personen-, Sach- oder Vermögensschaden verbunden ist. Beim Massenanfall von Verletzten liegt der Fokus dagegen ausschließlich auf Personenschäden. Auch die Fachliteratur der Notfallmedizin bringt den Begriff des Großschadensereignisses häufig in Verbindung mit dem Massenanfall von Verletzten: „Von einem Großschadensereignis wird gesprochen, wenn zahlreiche verletzte Personen vorliegen, z. B. bei einem Zugunglück oder einem Hotelbrand“. Im Versicherungswesen ist der Begriffsumfang größer.